# Eliseo Antonio Ariotti
Eliseo Antonio Ariotti (* 17. listopadu 1948 Vailate) je italský římskokatolický duchovní, arcibiskup a bývalý diplomat.

## Život
Narodil se 17. listopadu 1948 ve Vailate.
Vstoupil do kněžského semináře a po teologickém studiu byl 7. května 1975 biskupem Giuseppe Amarim vysvěcen na kněze a inkardinován do diecéze Cremona. Pokračoval ve studiu kanonického práva a diplomacie na Papežské církevní akademii. Dne 10. května 1984 vstoupil do diplomatických služeb Svatého stolce. Působil na apoštolských nunciaturách v Ugandě, Sýrii, na Maltě, ve Spojených státech amerických. Následně přešel do Státního sekretariátu, do Španělska a Francie.
Dne 17. července 2003 jej papež Jan Pavel II. jmenoval apoštolským nunciem v Kamerunu a titulárním arcibiskupem z Vibiany. Biskupské svěcení přijal 5. října z rukou kardinála Angela Sodana a spolusvětiteli byli arcibiskup Robert Sarah a biskup Dante Lafranconi. Dne 5. srpna mu byla přidána nunciatura v Rovníkové Guiney. Tyto funkce zastával do 5. listopadu 2009, kdy byl papežem Benediktem XVI. ustanoven nunciem v Paraguayi.
Dne 29. prosince 2023 přijal papež František jeho rezignaci na post apoštolského nuncia z důvodu dosažení kanonického věku 75 let.